# Cua d'una distribució de probabilitat
En teoria de probabilitats i en estadística, la cua d'una distribució de probabilitat és el comportament de la distribució de probabilitat a l'àrea lluny del seu valor central.
En un vocabulari més estadístic, és habitual parlar de cua d'una distribució.

## Història i relació amb la curtosi
La cua d'una distribució està lligada a la seva curtosi. Aquest coeficient de curtosi dona la concentració dels valors al voltant del valor central de la distribució i, per tant, la concentració dels valors extrems, és a dir, lluny de la mediana. Per a la curtosi zero, es diu que la corba es mesocúrtica i és equivalent a la de la distribució normal. Per a la curtosi negativa, es diu que la corba és platicúrtica i la cua és lleugera (de fet, més lleugera que la distribució normal); mentre que per a una curtosi positiva es diu que la corba és leptocúrtica i la cua és pesada (més pesada que la distribució normal).

Corba leptocúrtica (curtosi positiu)
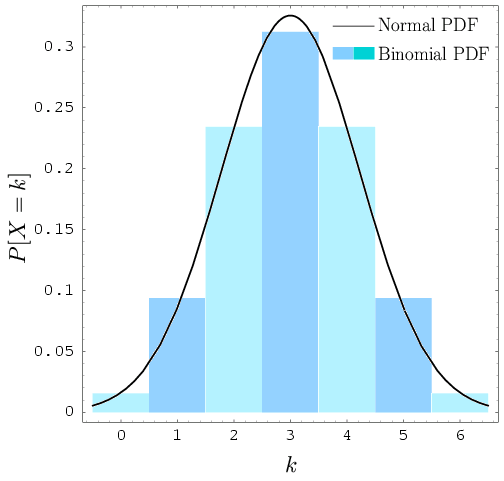
Corba mesocúrtica (curtosi zero)
Corba platicúrtica (curtosi negatiu

L'any 1908, com a dispositiu mnemotècnic, William Gosset va dibuixar dos dibuixos amb un ornitorrinc per a les corbes platicúrtiques i dos cangurs per a les corbes leptocúrtiques. El terme cua (tail en anglès) prové de les cues d'aquests dos animals.

## Definicions
Considereu una llei de probabilitat {\displaystyle \mathbb {P} }, la funció de distribució del qual ve donada per{\displaystyle F(x)=\mathbb {P} (X\leq x)}.
La «funció de cua» de la distribució {\displaystyle \mathbb {P} } és la funció {\displaystyle {\bar {F}}(x)=1-F(x)=\mathbb {P} (X>x)}.
La distribució {\displaystyle \mathbb {P} } es diu que té una «propietat de cua» si la funció F té una propietat que només depèn del conjunt de valors {\displaystyle \{{\bar {F}}(x){\text{ per }}x\geq x_{0}\}} per a tot {\displaystyle x_{0}} finit.
És possible comparar les cues de dues distribucions de probabilitat. Es diu que dues lleis de les respectives funcions de distribució F i G tenen «cues equivalents» si:
{\displaystyle {\frac {{\bar {F}}(x)}{{\bar {G}}(x)}}\rightarrow c\in ]0,\infty [} quan {\displaystyle x\rightarrow +\infty }

## Tipus de cues

### Distribució de cua gruixuda
Es diu que una distribució de probabilitat és «cua gruixuda» o de «cua pesada» si la seva funció de distribució verifica:
{\displaystyle \int _{-\infty }^{+\infty }e^{\lambda x}\mathrm {d} {\overline {F}}(x)=\infty } per a tot {\displaystyle \lambda >0}.
En cas contrari la distribució s'anomena de «cua fina» o de «cua lleugera».

### Distribució de cua llarga

Cua llarga representada en groc

Es diu que una distribució de probabilitat té una «cua llarga» o una «cua arrossegada» si el suport de la seva funció de distribució no està acotat i si per a tot y > 0
{\displaystyle {\frac {{\bar {F}}(x+y)}{{\bar {F}}(x)}}\rightarrow 1} per a tot {\displaystyle x\rightarrow +\infty }.
Les distribucions de cua llarga són les mateixes distribucions de cua pesada.